# كاموف كا-60

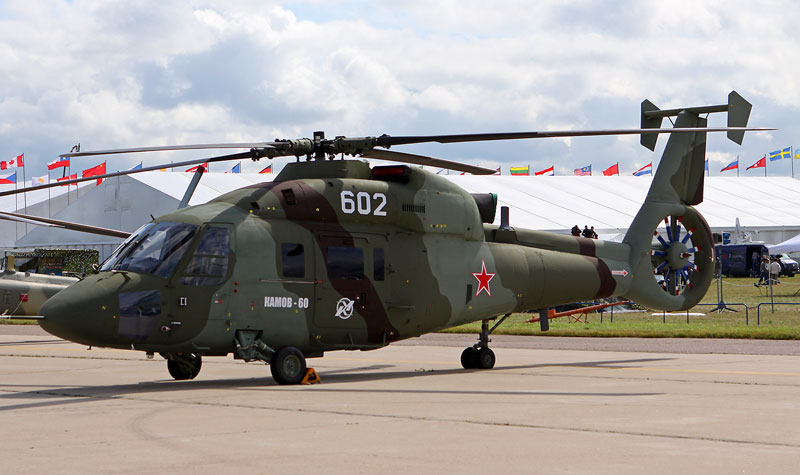

كاموف كا-60  (بالإنجليزية: Kamov Ka-60 ) هي مروحية عسكرية روسية وتعرف أيضا بالأسماء أوركا أو كاساتكا، وصنعت أول طائرة منها في 24 ديسمبر 1998.

## التصميم والتطوير
صنع من تلك المروحية نحو 200 مروحية تستعمل في روسيا في الأغراض العسكرية والبوليس ووزارة الداخلية. وقد صممت كاموف كا-60 لكي تخلف المروحية ميل-مي-8 0 ، بغرض الاستخدام في الاستطلاع ونقل الجنود والتشويش الإلكتروني وللقيام بعمليات خاصة بالنسبة للنقل الخفيف. وقد صنع من ذلك الطراز عدة مروحيات معدلة للبيع خارج روسيا، ويقوم مصنع أولان-أودا بتصنيع المروحية.

## مواصفات طائرة
- الطاقم : أثنان
- الطول: 60و15 متر
- الاتساع: 50و13 متر الارتفاع: 20و4 متر
- الحمولة: 16 من الجنود وعتادهم .

## معرض الصور

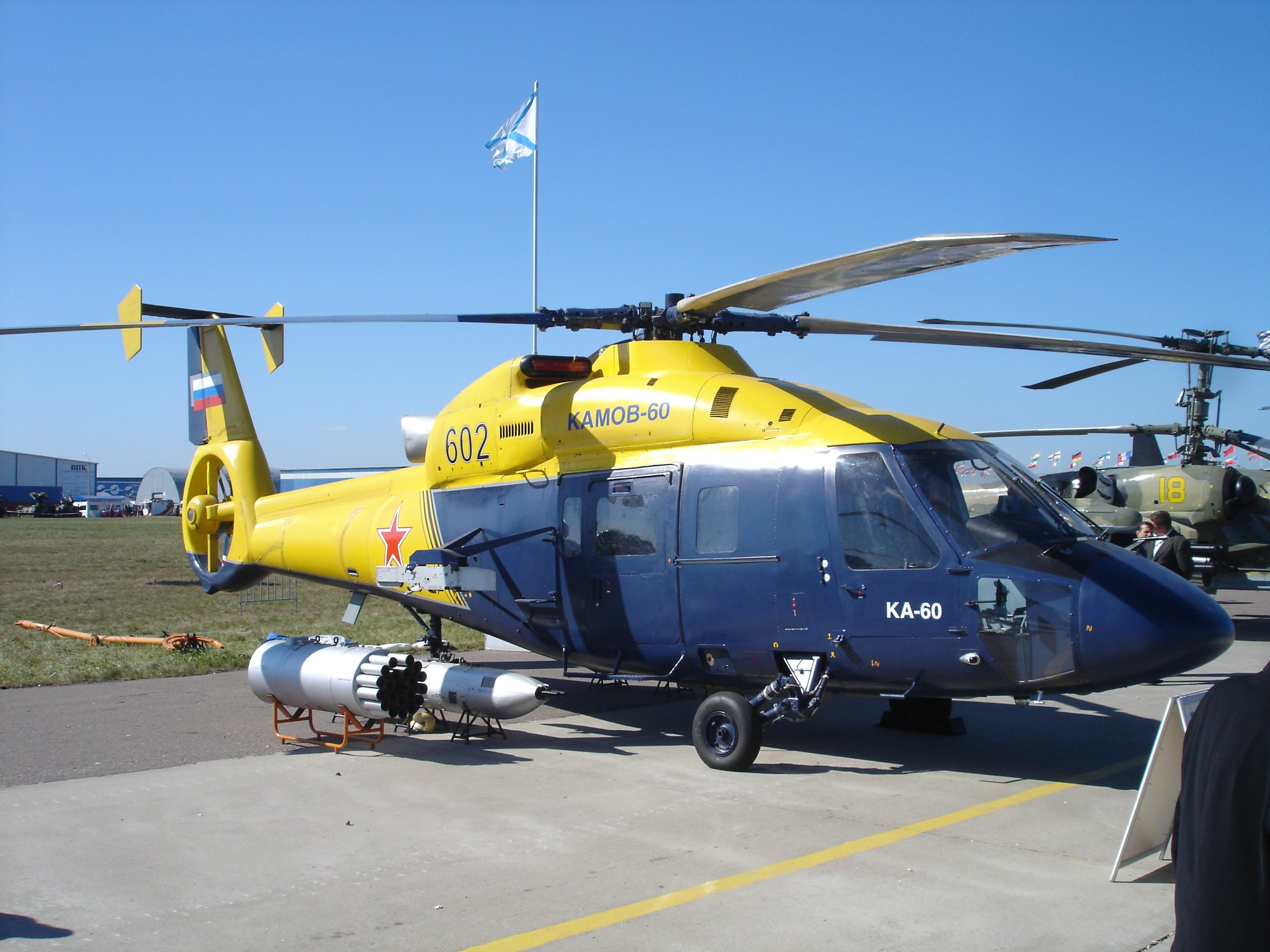
كاموف كا-60 في معرض الطيران عام 2005
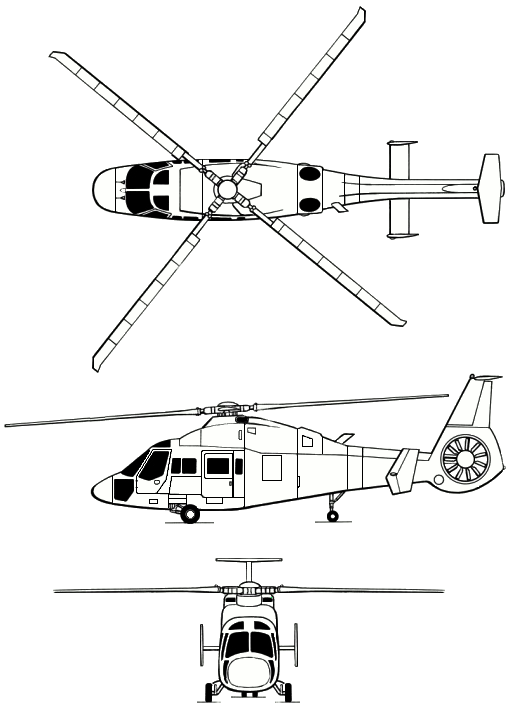